# Bernt Haas
Bernt Haas (Wenen, Oostenrijk, 8 april 1978) is een voormalig Zwitsers (dubbele nationaliteit) voetballer die speelde als verdediger. Haas werd geboren als de helft van een tweeling. Zijn tweelingzus Dina Haas is een bekend Zwitsers fotografe.

## Clubcarrière
Haas is zijn voetbalcarrière begonnen bij F.C. Freienbach van waar hij vertrok naar Grasshoppers Zürich (Zwitserland). Later speelde hij bij Sunderland, FC Basel (Zwitserland), West Bromwich Albion (Engeland), SC Bastia Corsica (Frankrijk), FC Köln (Duitsland) en tot slot bij FC St. Gallen (Zwitserland).

## Interlandcarrière
Haas heeft eenmaal voor het Zwitsers nationaal voetbalteam gespeeld tijdens het EK voetbal 2004 in Portugal. Tijdens deze wedstrijd, tegen Engeland, werd hij van het veld gestuurd wegens een overtreding op Wayne Rooney. Haas speelde in totaal 36 interlands voor Zwitserland. Hij maakte zijn debuut op 6 oktober 1996 in het WK-kwalificatieduel in Helsinki tegen Finland, dat met 3-2 werd gewonnen dankzij doelpunten van Massimo Lombardo, Ciriaco Sforza en Murat Yakin.
| Interlanddoelpunten | Interlanddoelpunten | Interlanddoelpunten | Interlanddoelpunten | Interlanddoelpunten | Interlanddoelpunten | Interlanddoelpunten |
| №                   | Datum               | Locatie             | Tegenstander        | Score               | Uitslag             | Wedstrijd           |
| ------------------- | ------------------- | ------------------- | ------------------- | ------------------- | ------------------- | ------------------- |
| 1                   | 28 april 1999       | Athene              | Griekenland         | 0–1                 | 1–1                 | Oefenduel           |
| 2                   | 12 februari 2003    | Nova Gorica         | Slovenië            | 0–2                 | 1–5                 | Oefenduel           |
| 3                   | 11 juni 2003        | Genève              | Albanië             | 1–0                 | 3–2                 | EK-kwalificatie     |

## Erelijst
Grasshopper Zürich
- Zwitsers landskampioen

1995, 1996, 1998, 2001
 FC Basel
- Zwitserse beker

2003

## Trivia
Haas heeft eenmalig gewerkt als model voor Giorgio Armani. Hij is liefhebber van housemuziek en heeft als grootste hobby, naast het voetballen, zijn herdershond. Daarnaast staat hij graag in de keuken om nieuwe Italiaanse gerechten uit te proberen. Al langere tijd doen er onbevestigde geruchten de ronde dat hij homoseksueel zou zijn. In het najaar van 2006 kwam hij vervelend in de roddelbladen nadat hij tijdens een 'date' met een callgirl op het internet in de lens van zijn webcam staarde en hiervan een foto gemaakt werd. Haas is overigens zeer goed bevriend met de Zwitserse tennisser Roger Federer.